# 水郷潮来あやめ園

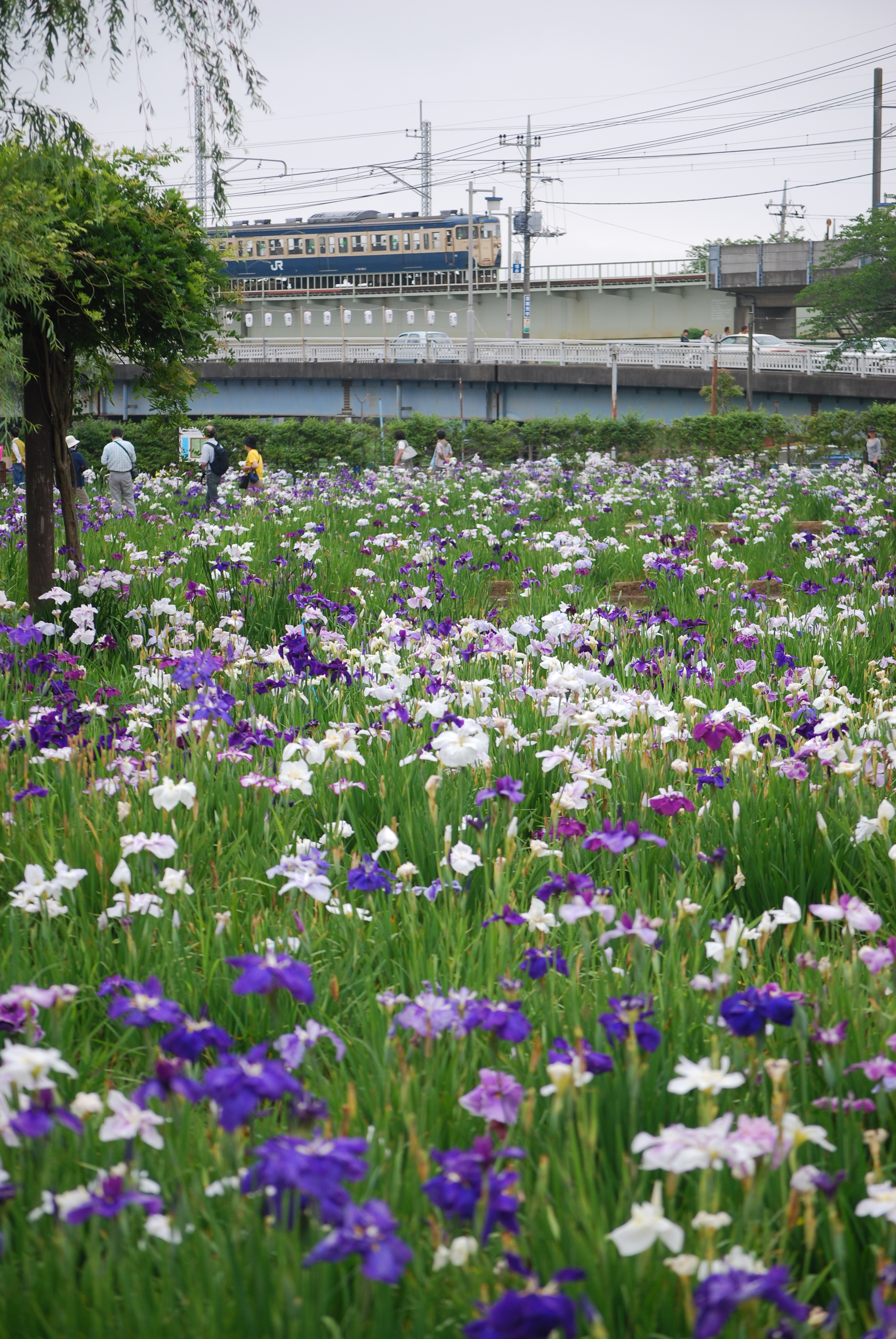
園内の花菖蒲とJR鹿島線

水郷潮来あやめ園（すいごう いたこ あやめえん）は、茨城県潮来市にある公園である。毎年6月に行われる水郷潮来あやめまつり大会のメイン会場。1976年（昭和51年）に開園した。

## 概要
潮来といえばアヤメといわれるほど、潮来のアヤメはよく知られており、前川水門下の前川沿いにある園内には、利根の河原に群生していた原種を改良した約500種100万株の花菖蒲のほか、カキツバタなどが植えられていて、白、紫、黄の色とりどりの花が咲く。一番の見頃は6月中旬。毎年6月に市をあげて開催される水郷潮来あやめまつり大会期間中は、「嫁入り舟」や「あやめ踊り」「潮来ばやし」の披露、ろ漕ぎ舟遊覧など様々なイベントが開催される。2013年（平成25年）4月に「前川あやめ園」から改称した。

## 入園情報
- 開園時間：終日入園自由
- 休園日：無休
- 入園料金：無料

## 園内
- 潮来笠記念碑（潮来の伊太郎像）
- 「潮来花嫁さん」の碑
- 思案橋
- 水雲橋
- 雨情橋

思案橋、水雲橋は、前川に架橋しており、雨情橋は園内の湿地を跨ぐ形で架橋されている。いずれも「前川十二橋めぐり」の橋となっている。

潮来の伊太郎像
「潮来花嫁さん」の碑

## 交通アクセス
- JR鹿島線潮来駅より徒歩3分
- JR東京駅（高速バスかしま号）、成田空港、羽田空港などから水郷潮来バスターミナル下車
  - タクシー約10分
  - 道の駅いたこが運行する「あやめ号」を利用（本数は1日4本）
  - 関東鉄道「行方市・潮来市・鹿嶋市 広域連携路線バス」で約5分（2016年5月21日運行開始）
- あやめ祭り期間中は、以下のような臨時運転がある。下記は2016年現在行われているものであり、例年実施されているものである。かつては鹿島臨海鉄道が、「マリンライナーはまなす」用の7000形を用いた水戸駅への臨時電車を運行していたこともある
  - 水郷潮来バスターミナルより、潮来駅への臨時バスを30分おきに運転（運行は前述の道の駅いたこ）
  - JRにおいて東京方面から臨時列車の特急あやめ祭り号を運転。
  - 土浦港（土浦駅から徒歩10分）から遊覧船を運転（土日のみで、土浦港発は午前、水郷潮来あやめ園発は午後出発の各1便）